# Rakib Hossain
Mohammed Rakib Hossain (ben. রাকিব হোসেন; ur. 18 listopada 1998 w Barisalu) – bengalski piłkarz grający na pozycji skrzydłowego w klubie Bashundhara Kings oraz reprezentacji Bangladeszu. 

## Kariera
Hossain cała swoją karierę spędził w  klubach z Bangladeszu. W 2019 został piłkarzem Chittagong Abahani. W 2021 przeniósł się do Dhaka Abahani. Z klubem zdobył puchar kraju oraz puchar ligi. Po sezonie został zawodnikiem Bashundhara Kings. W edycji 2022/23 wygrał z drużyną Bangladesh League.
W reprezentacji Bangladeszu zadebiutował 19 stycznia 2020 w meczu ze Sri Lanką. Pierwszą bramkę w kadrze zdobył 22 września 2022 przeciwko Kambodży. 